# Neupunkt
Als Neupunkt bezeichnen Geodäten (Vermessungsingenieure) einen einzumessenden Punkt, dessen Position noch nicht koordinativ bekannt ist. Ob der Neupunkt terrestrisch, mittels Photogrammetrie oder mit Satellitennavigation eingemessen wird, ist für die Bezeichnung unerheblich.
Sobald der Neupunkt lagemäßig berechnet ist, werden seine Koordinaten in eine Datenbank und eine Topografie – bzw. bei der früher üblichen Vorgangsweise in eine Punktliste – eingetragen. Meist erfolgt hierbei eine Klassifizierung in verschiedene Punktarten, die hierarchisch geordnet sein kann – z. B. (künftiger) Festpunkt, allgemeiner Vermessungspunkt, Einschaltpunkt, Hilfspunkt, GPS- oder sonstiger Passpunkt, Gebäude-, Fluchtlinien- oder Grenzpunkt usw.
Die wichtigsten Methoden zur Bestimmung von Neupunkten sind:
- Polarmethode, Polygonierung (Polygonzug) und Bogenschnitt bzw. Sperrmaße
- Freie Standpunktwahl und Rückwärtsschnitt
- Laserscanning und Fernerkundung
- Luftbilder und andere Messbilder, terrestrische Unfallphotogrammetrie
- Satellitenortung (GPS, GLONASS, Galileo, Satellite Laser Ranging),

und für weniger hohe Genauigkeitsansprüche:
- Funk- und Astronavigation (z. B. LORAN, HiFix, Methode gleicher Höhen)
- Kartometrie (Messung aus Karten, Entfernungskreise o. ä.), Koppelnavigation.